# Lazanka
Lazanka – wieś na Litwie, w okręgu wileńskim, w rejonie wileńskim, w gminie Miedniki Królewskie.

## Historia
W dwudziestoleciu międzywojennym leżała w Polsce, w województwie wileńskim, w powiecie wileńsko-trockim, w gminie Turgiele. Nie stanowiła wówczas osobnej miejscowości.
Po II wojnie światowej w granicach Związku Sowieckiego. Od 1991 na niepodległej Litwie.